# Gare de Chindrieux
La gare de Chindrieux est une gare ferroviaire française de la ligne de Culoz à Modane (frontière) située près du village de Châtillon sur le territoire de la commune de Chindrieux dans le département de la Savoie, en région Auvergne-Rhône-Alpes.
En 1858, elle est située dans les États de Savoie et s'appelle « Châtillon », du nom d'un hameau proche, lorsqu'elle est mise en service par la Compagnie du chemin de fer Victor-Emmanuel. En 1860, elle devient une gare de la Compagnie des chemins de fer de Paris à Lyon et à la Méditerranée (PLM) après le rattachement de la Savoie à la France.
C'est un point d'arrêt sans personnel de la Société nationale des chemins de fer français (SNCF), desservie par des trains TER Auvergne-Rhône-Alpes.

## Situation ferroviaire
Établie à 235 mètres d'altitude, la gare de Chindrieux est située : au point kilométrique (PK) 108,324 de la ligne de Culoz à Modane (frontière), entre les gares ouvertes de Vions - Chanaz et d'Aix-les-Bains-Le Revard.

## Histoire
La « station de Chatillon » est située dans les États de Savoie (dit aussi États sardes) lors de sa mise en service par la Compagnie du chemin de fer Victor-Emmanuel le 2 septembre 1858. Ce jour étant celui de l'ouverture à l'exploitation du tronçon du Rhône à Saint-Innocent qui permet le raccordement avec le tronçon de Culoz au Rhône réalisé par la Compagnie du chemin de fer de Lyon à Genève. Avant la généralisation de l'automobile, cette gare était fréquentée par de nombreux excursionnistes et visiteurs allant visiter le château de Châtillon ou faire l'ascension de la Chambotte.

## Service des voyageurs

### Accueil
Halte SNCF, c'est un point d'arrêt non géré (PANG) à accès libre.

### Desserte
Chindrieux est desservie par les trains TER Auvergne-Rhône-Alpes qui effectuent des missions entre les gares de Chambéry - Challes-les-Eaux et de Culoz.

### Intermodalité
Un parc pour les vélos et un parking pour les véhicules y sont aménagés. Elle est desservie par des cars TER Rhône-Alpes qui renforcent la desserte de la ligne de Chambéry - Challes-les-Eaux à Culoz.